# Gomphandra mollis
Gomphandra mollis är en järneksväxtart som beskrevs av Merrill. Gomphandra mollis ingår i släktet Gomphandra och familjen Stemonuraceae. Inga underarter finns listade i Catalogue of Life.